# モラ・シラ
モラ・シラ（Mola Sylla、1956年 - ）は、セネガル・ダカール出身の歌手。オランダ・アムステルダム在住。彼は歌手活動のみならず、アフリカの伝統楽器の演奏を行い、作曲活動も手がけている。
1987年にセネガルから、自身のバンド「セネマリ」（Senemali）を率いてヨーロッパに移住し、以後はオランダを拠点にして活動する。
彼は多方面の音楽家たちとの共演も精力的に行い、とりわけジャズ・ミュージシャンとの共演活動はよく知られている。1999年の秋に来日したこともあった。

## ディスコグラフィ

### 参加アルバム
Vershki Da Koreshki
- Vershki da Koreshki (1996年、Al Sur)
- Real Life of Plants (1997年、Shanachie)

Vedaki
- Gombi Zor (1999年、Vedaki)
- Samm (2008年、Vedaki)

Volkovtrio
- Much Better (1998年、Green Wave)

Vladimir Volkov
- Seetu/Mirror/Зеркало (2002年、Long Arms)

エルンスト・レイスグル
- Janna (2003年、Winter & Winter)
- Requiem for a Dying Planet (2006年、Winter & Winter)

エルンスト・レイスグル & ハルメン・フラーニェ
- Down Deep (2013年、Winter & Winter)
- Count til Zen (2015年、Winter & Winter)
- We Were There (2020年、Just Listen)